# Unité urbaine de Thouars
L'unité urbaine de Thouars est une unité urbaine française centrée sur la ville de Thouars, quatrième ville des Deux-Sèvres.

## Données globales
En 2010, selon l'INSEE, l'unité urbaine de Thouars est composée de cinq communes, toutes situées dans les Deux-Sèvres, dans l'arrondissement de Bressuire. 
En 2010, avec 15 023 habitants, elle constitue la quatrième unité urbaine des Deux-Sèvres se classant après les unités urbaines de Niort, Bressuire et Parthenay.
En 2010, sa densité de population s'élève à 350 hab/km2. Elle représente le pôle urbain de l'aire urbaine de Thouars.
Au 1er janvier 2019, Thouars fusionne avec Sainte-Radegonde, Mauzé-Thouarsais et Missé, ainsi, l'unité urbaine ne compte plus que quatre communes mais intègre le territoire de Missé et Mauzé-Thouarsais, soit 61,87 kilomètres carrés et enregistre par la même occasion une augmentation de 3 004 habitants.

## Délimitation de l'unité urbaine de 2010
En 2010, l'Insee a procédé à une révision de la délimitation des unités urbaines de la France ; celle de Thouars est demeurée inchangée étant composée de cinq communes urbaines, puis quatre à la suite de la fusion de 2019.
| Nom                      | Code Insee | Statut           | Superficie (km2) | Population (dernière pop. légale) | Densité (hab./km2) |
| ------------------------ | ---------- | ---------------- | ---------------- | --------------------------------- | ------------------ |
| Saint-Jacques-de-Thouars | 79258      |                  | 5,55             | 423 (2022)                        | 76                 |
| Saint-Jean-de-Thouars    | 79259      |                  | 4,96             | 1 322 (2022)                      | 267                |
| Sainte-Verge             | 79300      |                  | 12,83            | 1 404 (2022)                      | 109                |
| Thouars                  | 79329      | commune nouvelle | 81,48            | 13 949 (2022)                     | 171                |

## Évolution territoriale de l'unité urbaine de Thouars depuis 1975
En 1975, l'unité urbaine de Thouars qui était constituée de quatre communes urbaines (Thouars, Sainte-Radegonde, Saint-Jacques-de-Thouars et Saint-Jean-de-Thouars), rassemblait 15 421 habitants. Elle occupait déjà la quatrième place des unités urbaines des Deux-Sèvres, se classant après les unités urbaines de Niort, Parthenay et Bressuire. C'était déjà la douzième unité urbaine de Poitou-Charentes.
En 1982, cette unité urbaine a incorporé une cinquième commune,  Sainte-Verge, et sa population s'établissait à 16 358 habitants mais son classement autant départemental que régional est demeuré le même. À cette date, elle a atteint le chiffre de population le plus élevé pour son unité urbaine; chiffre que, par la suite, elle n'a pas retrouvé ou dépassé. 
Aux deux recensements suivants, 1990 et 1999, l'unité urbaine de Thouars ne s'est pas agrandie mais sa population a diminué passant à 15 791 habitants.
Lors de la dernière délimitation de 2010, l'unité urbaine de Thouars n'a pas varié en nombre de communes.
En 2010 - comme en 2007 -, elle demeure toujours la quatrième unité urbaine du département des Deux-Sèvres, se situant loin derrière l'unité urbaine de Niort et après les unités urbaines de Bressuire et de Parthenay.
En Poitou-Charentes, elle se classe au douzième rang régional, position qu'elle détient invariablement depuis le recensement de 1975.
Si l'unité urbaine de Thouars n'a connu qu'une seule modification territoriale jusqu'à la fusion communale de 2019, celle de 1982, elle est cependant affectée par une crise démographique continuelle depuis cette date.

## Évolution démographique
| 1975   | 1982   | 1990   | 1999   | 2007   | 2010   | 2011   | 2015   | 2016   |
| ------ | ------ | ------ | ------ | ------ | ------ | ------ | ------ | ------ |
| 15 421 | 16 358 | 15 921 | 15 791 | 15 167 | 15 023 | 14 781 | 14 299 | 17 358 |

| 2022   | - | - | - | - | - | - | - | - |
| ------ | - | - | - | - | - | - | - | - |
| 17 098 | - | - | - | - | - | - | - | - |

Histogramme

(élaboration graphique par Wikipédia)